# 科西亞克山
46°27′11″N 14°10′54″E / 46.45306°N 14.18167°E

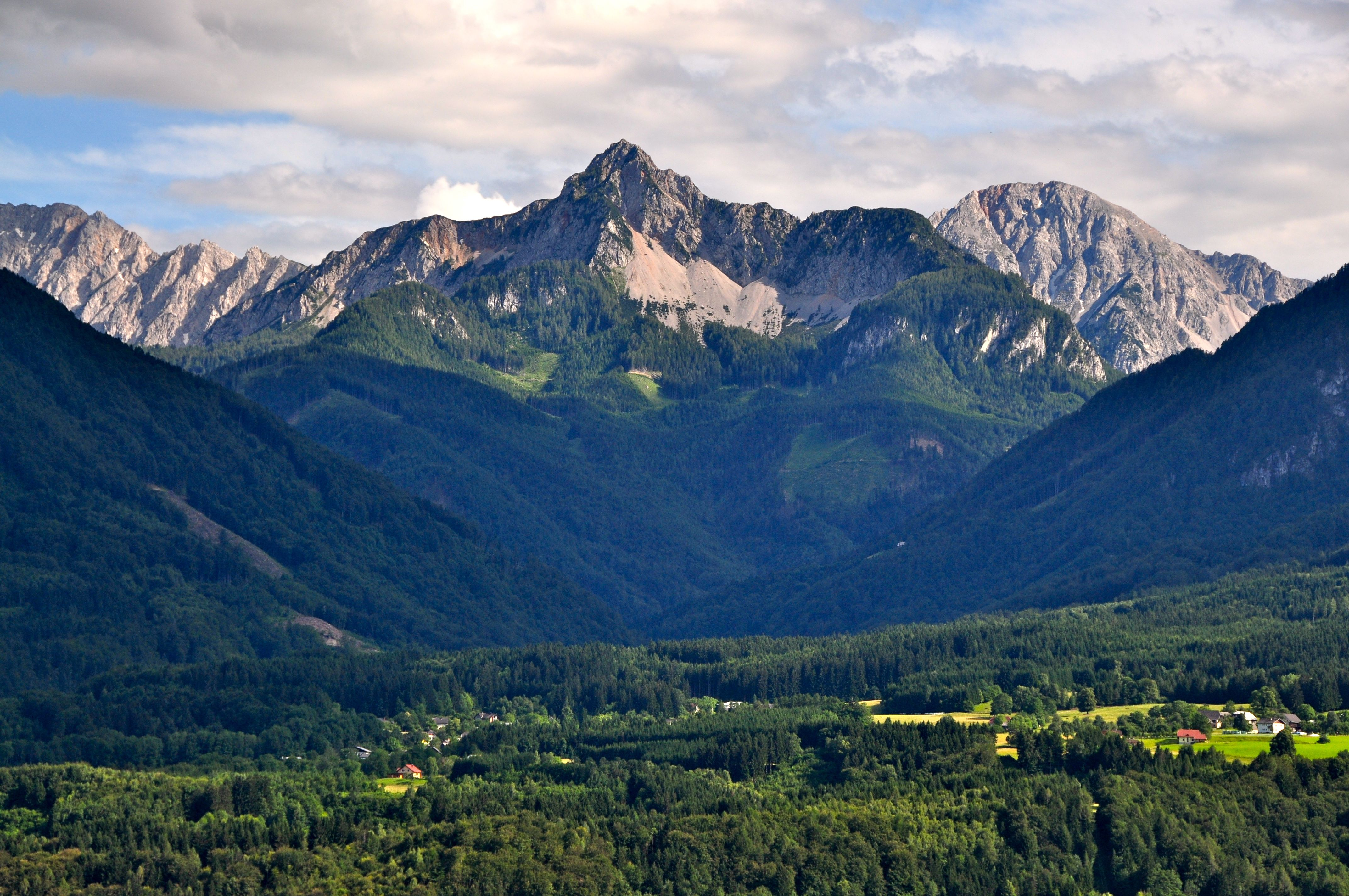

科西亞克山（德語：Kosiak），是奧地利的山峰，位於該國南部，由克恩頓州負責管轄，屬於卡拉萬克斯山脈的一部分，距離斯托爾山1.6公里，海拔高度2,024米。